# Monastýr Danilov
Monastýr Danilov (také monastýr svatého Daniela či Danilovský monastýr) je stavropegiální mužský monastýr Ruské pravoslavné církve nacházející se v Moskvě na pravém břehu řeky Moskvy. Byl zřízen na konci 13. století moskevským knížetem Daniilem Alexandrovičem.
V říjnu roku 1930 byl sovětskými úřady uzavřen a roku 1983 byl převeden pod Moskevský patriarchát. Na jeho území zde sídlí Oddělení vnějších církevních vztahů a Patriarchální a synodní rezidence.

## Historie

### 13. až 16. století
Monastýr založil na konci 13. století moskevský kníže Daniil Alexandrovič. Badatel Moskevského Kremlu Alexandr Voronov uvádí zřízení na rok 1282, kdy kníže mírově vyřešil konflikt mezi svými bratry Dmitrijem Alexandrovičem a Andrejem Alexandrovičem. Jednalo se o situaci rozporu o vládě nad Vladimirským knížectvím a Novgorodskou zemí.
První budovou na území monastýru byl dřevěný chrám svatého Daniela Stylity, který byl obehnaný mnišskými celami a hospodářskými budovami. Území bylo ohrazeno palisádou ze silných kmenů zaražených do hliněného valu. V monastýru se nacházela také knihovna, která byla později přenesena do sakristie chrámu Proměnění Páně na Boru v Moskevském Kremlu. Roku 1293 byl monastýr zpustošen tažením vojsk Zlaté hordy do severovýchodního Ruska.
Po smrti knížete Daniela bylo jeho tělo pohřbeno na hřbitově monastýru. Roku 1230 byli bratři na příkaz knížete Ivana I. Kality převedeni k chrámu Proměnění Páně na Boru. Podruhé byli převedeni na konci 15. století na Krutický vrch. Tento příkaz převedení vydal kníže Ivan III. Podle Alexandra Voronova chtěl kníže vytvořit vedle svého paláce duchovní centrum a vyčlenit místo odpočinku členům dynastie.
Hřbitov monastýru a vesnice, které k němu patřily, přešly pod kontrolu archimandrity monastýru Proměnění Páně na Boru. Monastýr Danilov poté chátral a na konci 15. století z něj zůstal jen dřevěný chrám. Jeho obnova začala za vlády cara Ivana IV. Hrozného. Místo pro stavbu nového chrámu bylo vybráno na hřbitově nedaleko hrobu knížete Daniila. Roku 1561 byla dokončena stavba nového chrámu, který byl zasvěcen svatým otcům sedmi ekumenických koncilů. Vysvěcen byl metropolitou moskevským a celé Rusi Makarijem. Chrám byl malý a bílý, s kupolí se zelenými keramickými dlaždicemi. Kolem něho byly postaveny dřevěné cely. V blízkosti se také nacházely stáje a další hospodářské budovy.

### 17. a 18. století
Roku 1591, kdy se k Moskvě přiblížila vojska krymského chána Gaziho II. Geraje, byl poblíž monastýru zřízen opevněný mobilní tábor. V prosinci roku 1606 sídlily v monastýru pluky vojevůdce Michaela Vasiljeviče Skopin-Šujského, aby udeřily na oddíl Ivana Bolotnikova. V září 1610 oddíly Lžidimitrije bombardovaly monastýr a poškodily zdi a věž.
Roku 1652 získal monastýr relikvie svatého knížete Daniela. Patriarcha Nikon s duchovenstvem otevřeli hrob a ostatky přenesli do chrámu svatých otců ekumenických koncilů. Byly uloženy do dřevěné schrány poblíž pravého klirosu. V 70. letech 17. století byl vystavěn refektář se dvěma přilehlými chrámy, zasvěcené Pokrovu přesvaté Bohorodice a proroku Danielu, se zvonicí se stanovou střechou. Roku 1682 daroval car Fjodor III. Alexejevič dva zvony do zvonice.
Počátkem 18. století po porážce Ruska při bitvě u Narvy se na základě výnosu cara Petra I. Velikého začala odlévat ze zvonů děla. Celkem byla zabavena čtvrtina zvonů monastýru. Roku 1729 byl chrám svatých otců rozebrán a na jeho místě byl postaven nový. Ze tří stran jej obklopovaly otevřené galerie. Roku 1731 byl na náklady obchodníka M. A. Kosyreva vybudován chrám u brány zasvěcený svatému Simeonu Stylitovi. Roku 1736 byla k němu postavena zvonice. Roku 1746 byla zahájena přestává zvonice u chrámu svatých otců. Horní patro bylo odstraněno a na dvou spodních byl vystavěn chrám svatého Daniela Stylity.
Roku 1771 byl během moskevské morové epidemie upraven hřbitov monastýru pro zemřelé a později byl zasypán.
První písemná zpráva o pozemkovém vlastnictví monastýru pochází z roku 1785, kdy monastýr vlastnil 18 akrů půdy.

### 19. století
V předvečer francouzské okupace Moskvy roku 1812 byla sakristie monastýru převezena do Vologdy a pokladnice do Trojicko-sergijevské lávry.
V letech 1832–1834 byl vystavěn chrám Obnovení chrámu Vzkříšení. Byl postaven ve slohu pozdního klasicismu a měl pět oltářů: Obnovení chrámu Vzkříšení Krista v Jeruzalémě, svatých Petra a Pavla, svatého proroka Eliáše, svatého Mikuláše Divotvorce a svatého Jana Zlatoústého.
V srpnu 1892 byla při monastýru otevřena farní škola pro chudé Cyrilometodějské společnosti.
Koncem 19. století byl zřízen přístřešek pro monachy, který byl roku 1902 přeměněn na monastýrní nemocnici pro duchovní moskevské eparchie.

### 20. století
Na počátku 20. století byla v podzemí chrámu svatých otců ekumenických koncilů vystavěna podle návrhu Fjodora Osipoviče Šechtěla dvoupatrová hrobka obchodníků bratří Ljapinů.
Roku 1919 byl monastýr a jeho majetek v rámci dekretu o odluce církve od státu znárodněn a formálně uzavřen. Na počátku 20. let pobývalo v monastýru mnoho hierarchů jmenovaných patriarchou Tichonem, kteří neměli povolení od úřadů převzít svůj post. Mezi ně patřili Serafim (Čičagov), Ilarion (Troickij), Trifon (Turkestanov), Damaskin (Cedryk), Prokopij (Titov), Pachomij (Kedrov), Gurij (Stěpanov), Valerian (Rudič), Ioasaf (Udalov), Amvrosij (Poljanskij) a Parfenij (Brjanskich). Biskupové, kteří žili v monastýru společně s představeným monastýru Feodorem (Pozdějevským), zaujímali tvrdé a nesmiřitelné postavení vůči renovačnímu hnutí a sovětské moci. Z toho důvodu získali přezdívku Danilovci. Následně mnoho duchovních monastýru přešlo ke skupině Nevzpomínajících.
Dne 6. října 1930 byly monachům odebrány klíče od monastýru a ostatky svatého Daniela byly přeneseny do chrámu Obnovení chrámu Vzkříšení Krista, kde se bohoslužby konaly až do roku 1932. Brzy byl zatčen představený archimandrita Tichon (Baljajev).
Roku 1930 koupil zvony monastýru amerických filantrop Charles R. Crane a byly přemístěny do Harvardovy univerzity. Do monastýru se vrátily roku 2008, kdy byly pro univerzitu odlity přesné kopie.
Roku 1930 bylo v monastýru zřízeno přijímací středisko pro děti a mladistvé delikventy bez domova.
Chrámy byly přestavovány a zdevastovány a hřbitov byl zničen. Roku 1931 byl na nádvoří monastýru vztyčen pomník Vladimira Iljiče Lenina.
Na přelomu 70. a 80. let 20. století budovy monastýru chátraly. Brána byla zničena a zvonice rozebrána. Chrám svatých otců ekumenických koncilů byl nedostavěn.
Na podzim roku 1982 se patriarcha Pimen obrátil na vedení Sovětského svazu s prosbou o převedení jednoho z bývalých moskevských monastýru do správy moskevského patriarchátu a vytvořením duchovního centra při příležitosti 1000. výročí křtu Ruska. Dne 5. května 1983 obdržela Rada pro náboženské záležitosti zprávu o kladném rozhodnutí v této otázce. Rozhodnutím Rady ministrů SSSR z 18. května 1983 byl Ruské pravoslavné církvi darován monastýr Danilov. Bylo také povoleno zde vystavět správní centrum patriarchátu a dalších kancelářských prostor. Představeným monastýru se stal archimandrita Jevlogij (Smirnov).
Monastýr byl obnoven jako duchovní a správní centrum Ruské pravoslavné církve. Finanční prostředky věnovaly moskevské farnosti a eparchie Moskevského patriarchátu. Pro obnovu monastýru byla patriarchou Pimenem zřízena komise pro obnovu a výstavbu monastýru. Jejím předsedou byl jmenován metropolita tallinský a celého Estonska Alexij (Rüdiger) a jeho zástupcem byl ustanoven metropolita minský a exarcha Běloruska Filaret (Vachromejev).
Roku 1986 navštívil monastýr metropolita Theodosius (Lazor), primas Pravoslavné církve v Americe. Monastýru předal část relikvií svatého knížete Daniela, které se od roku 1932 nacházely v USA.
V průběhu let došlo k obnovení budov monastýru a restaurování jeho vybavení a ikon.
Od roku 1992 fungují v monastýru kurzy katechismu a od roku 2018 je v monastýru centrum pro duchovní rozvoj mládeže, kurzy regentského zpěvu, kurzy zvonění a výtvarné dílny.
Součástí monastýru je chrám svatých otců sedmi ekumenických koncilů, chrám Svaté Trojice, sídlo Svatého synodu a patriarchy, chrám svatého Simeona Stylity či sídlo Oddělení vnějších církevních vztahů Moskevského patriarchátu.